# 實況桌球
《實況桌球》是一款2006年由Rockstar San Diego开发并由Rockstar Games发行的乒乓球模拟电子游戏。该游戏是对乒乓球运动的逼真模拟，主要目标是让对手无法击中球。
该游戏提供了多种发球和回球的方法，旨在让玩家击败对手。玩家可以与游戏的人工智能对战，而游戏的多人游戏模式则允许两名玩家通过本地多人游戏或在线比赛进行对决。该游戏最初专为Xbox 360主机开发，开发团队利用了硬件的图形能力，使游戏比以往的硬件运行更快。该游戏是首款使用Rockstar专有的Rockstar Advanced Game Engine开发的游戏。该游戏于2006年5月在Xbox 360上发布，并于2007年10月在Wii上发布。
2006年3月的宣布引起了混乱和惊讶，因为它与Rockstar之前的项目风格截然不同。发布后，它普遍获得了积极的评价，特别是在其简洁性、可重玩性和充满细节的视觉效果方面受到了赞扬。

## 游戏玩法
《實況桌球》是对乒乓球运动的逼真模拟。在游戏中，两名玩家来回击球。游戏的目标是让对手无法回球。 玩家可以挑战多人游戏伙伴，既可以离线也可以在线，或者可以选择挑战游戏的人工智能。 玩家可以从十一名角色中选择，这些角色在游戏进行过程中解锁；每个角色在不同领域都有特定的技能。
游戏有两种模式：锦标赛模式，玩家在不同的球场中与各种玩家对战；和展览模式，玩家在非排名赛中挑战对手。 准备发球时，玩家进入准备姿势。在这个姿势中，玩家瞄准球，然后根据力度计击出具有特定旋转和力度大小的发球。
玩家还可以在球上施加一定程度的旋转，使轨迹其朝不同方向弯曲。在对手回球后，玩家可以为自己的击球“充能”。当击球充能时，注意力计增加；当计充满时，玩家进入全神贯注状态，此时他们的击球更快更准。 玩家还可以放小球和扣杀，分别减少和增加球的速度， 以及集中击球，高强度回球，帮助玩家应对困难的击球。
该游戏的Wii版本提供了三种不同的控制方案：标准方案，使用Wii遥控器；神枪手方案，玩家使用Nunchuk的模拟摇杆而不是Wii遥控器来瞄准和击球；以及控制狂方案，使用Nunchuk的模拟摇杆来控制玩家的位置。

## 开发
在宣布登陆Xbox 360之前，《實況桌球》的初期开发工作于2005年开始。 核心开发团队Rockstar San Diego发现，硬件使他们能够以更快的速度开发游戏。Rockstar总裁萨姆·豪瑟认为Rockstar San Diego是游戏的合适开发者，因为他们在开发先进引擎方面展示了技能，特别是在主机世代早期，制作了Midnight Club: Street Racing和Smuggler's Run（均为2000年），它们是PlayStation 2的首发游戏。豪瑟还说，尽管游戏的物理效果在旧硬件上是可实现的，团队还是等待了开发Xbox 360的可能性，因为它使得“更高级别的制作和技术”成为可能。 在开发游戏概念时，团队对将特定硬件的全部能力集中在一个活动上很感兴趣。 该游戏使用专有的Rockstar Advanced Game Engine (RAGE)，是首款使用该引擎的游戏。
网络程序员John Gierach发现，由于游戏的逼真程度，开发在线多人游戏模式具有挑战性。此外，游戏的速度和准确性也是团队的挑战，因为比赛的节奏很快。 当讨论将游戏移植到Wii的可能性时，团队几乎立即同意，因为他们觉得这款主机是游戏的“完美契合”。 在开发Wii版本时，团队特别考虑了如何服务于所有类型的玩家，从而提供了多种不同的控制方案。 当讨论将游戏移植到Wii的可能性时，团队几乎立即同意，因为他们觉得这款主机是游戏的“完美契合”。 在开发Wii版本时，团队特别考虑了如何服务于所有类型的玩家，从而提供了多种不同的控制方案。
游戏首次由Rockstar Games于2006年3月3日宣布。记者们注意到游戏业内对该公告的惊讶反应，他们将其归因于游戏与Rockstar以往开发的成熟题材游戏相比有显著差异。 该游戏于2006年5月23日在北美地区发布，5月26日在PAL区域发布。 2007年7月18日，Rockstar宣布该游戏将移植到Wii，利用Wii Remote的动作感应功能。Wii版本于2007年10月16日在北美地区发布，10月19日在PAL区域发布。 美国乒乓球选手Wally Green为该游戏进行了动作捕捉，并在2006年协助推广其发布； Rockstar后来赞助了Green的职业巡回赛。

## 反响
根据游戏评论网站Metacritic，《實況桌球》的Xbox 360版本获得了“总体好评”，而Wii版本则获得了“平均”评价。 评论者赞扬了其游戏玩法， 充满细节的视觉效果， 和在线多人游戏。
游戏的技术方面，如图形和动画，得到了好评。IGN的Douglass C. Perry认为图形和动作捕捉“非常出色”，动画“美丽”，并赞赏了稳定的帧率。 GameSpot的Ryan Davis表示，角色设计“细节惊人”，尽管他觉得“没什么其他东西可看”。 GamesRadar+的Dan Amrich称赞了游戏的玩家模型和光影效果，认为它们“对硬件的利用令人印象深刻且富有趣味”。 VideoGamer.com的Tom Orry认为视觉效果提升了游戏体验，特别称赞了玩家模型和球体物理等细节。
许多评论者认为游戏玩法简单但有效。IGN的Perry认为游戏玩法“深刻且令人上瘾”，控制直观。 GamesRadar+的Amrich表达了类似的看法，称控制“感觉易于上手而不会疏远‘认真’的体育游戏玩家”， 而VideoGamer.com的Tom Orry称控制“流畅”。 Eurogamer的Tom Bramwell也称赞了游戏的简洁。 The New York Times的Charles Herold喜欢简单的控制方案，但表示他宁愿打真正的乒乓球。
游戏的多人模式受到了许多评论者的赞赏。GamesRadar+的Amrich认为多人模式延长了游戏的可重玩性，让玩家在“了解了角色的弱点”后仍然愿意回到游戏中。VideoGamer.com的Tom Orry和Eurogamer的Bramwell都称在线多人游戏“出色”； 前者注意到一些小的延迟但表示“性能总体上非常好”。
当游戏移植到Wii时，额外的Wii Remote控制方式得到了积极的评价。IGN的 Mark Bozon认为这些控制比原版控制有所改进，称其为“对Rockstar设计的巨大赞美”。 Eurogamer的Ellie Gibson认为改变后的控制“完美”、直观且“易于掌握”。 GameSpot的Davis表示控制“相当好”，但他认为它们未能很好地增加游戏玩法。 相反，VideoGamer.com的Orry认为原版控制比Wii上的控制“更有深度”。
在E3预览之后，游戏获得了GameSpot的最佳体育游戏奖， 并获得了IGN的提名。